# 율리우스 파울루스

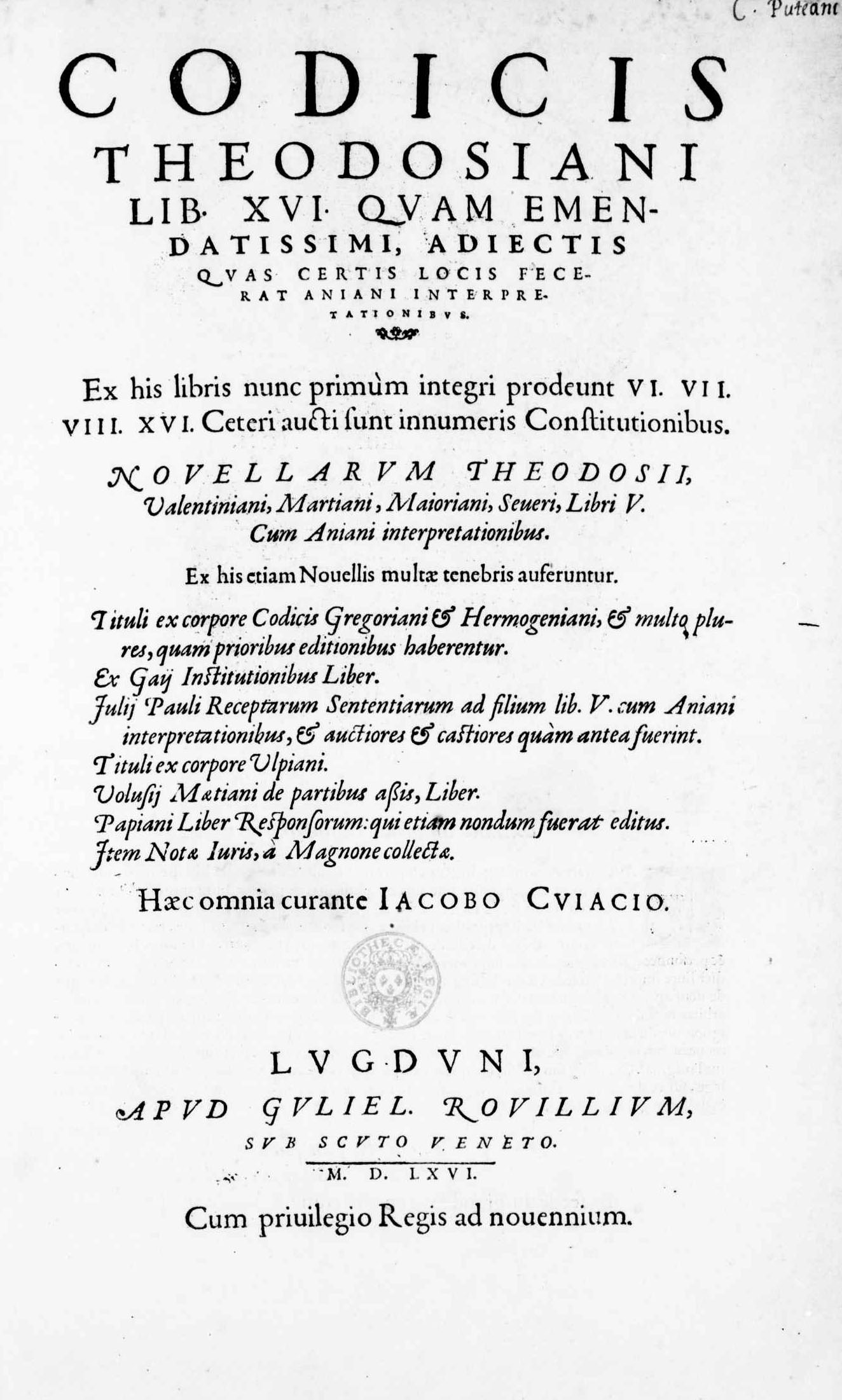

율리우스 파울루스 프루덴티스시무스(Julius Paulus Prudentissimus)는 고대 로마의 법률가이다. 그의 저작을 묶어 평찬것이 <형법>이다. 거기서 그는 고대의 사형방법으로서 화형, 교수형,십자가형을 다룬다.

## 생애
파울루스의 가족과 생애에 관해서는 알려진 것이 별로 없다. 그는 미상의 페네키아인 마을 혹은 파타비움 (현 이탈리아 파도바)에서 기원한 그리스 혈통으로 추정될 뿐이다. 파울루스가 파타비움에서 왔을 지도 모른다는 이 가능성은 파타비움에서 발견된, 파울루스에게 헌정된 비문과 상에 바탕을 두고 있다.
셉티미우스 세베루스와 카라칼라 황제들의 치세동안 파울루스는 법관으로서 일했다. 그는 황제 엘라가발루스에 의하여 유배당했지만 엘라사발루스의 후계자인 황제 알렉산더 세베루스가 그를 다시끔 불러냈다.
222년에 세베루스와 세베루스의 모친인 줄리아 아비타 마마에아는 파울루스를 황제의 최고 조언가 중 하나로 임명했으며 228년과 235년 사이 그는 프라이토리아니 (로마 친위대)의 친위대장이었다. 파울루스는 법학자 울피아누스와 동시대인이었다. 그는 전 친위대장 아에밀리우르 파피니어누스의 경력을 어느정도 따라간다. 그의 조심성 많은 정치적 입장과 견해는, 황제 고르디아누스 3세로 하여금 그에게 명예직 프루덴티시무스를 수여하게 만든다.